# Дејан Русмир
Дејан Русмир (Београд, 28. јануар 1980) бивши је српски фудбалер.

## Каријера
Фудбалску каријеру је започео у млађим категоријама Радничког Југопетрол. Након тога је прешао у београдски Партизан. Русмир је био део тима који осваја титуле првака 2002 и 2003. Године 2003. напустио је Партизан и прешао у Рад где је остао три године.
Од 2006. године је играо за румунски клуб Чахлеул Пјатра Њамц, а потом за Фарул из Констанце. У фебруару 2011. Русмир је отишао у САД, где је играо за Коламбус. У јануару 2012. године потписао је за кипарски клуб Олимпијакос из Никозије.
До краја играчке каријере наступао је за још неколико српских клубова као што су Хајдук Кула, Нови Пазар, Земун и Рад.

## Успеси
- Партизан
  - Првенство СР Југославије: 2001/02, 2002/03.